# Vortigern

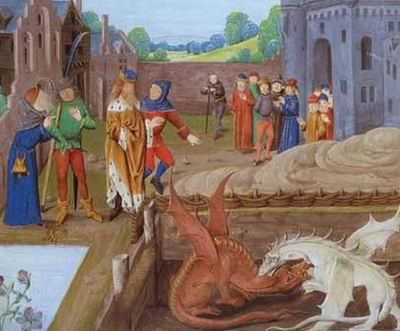
Vortigern presenciando la lucha de dos dragones:
Iluminación del manuscrito Historia Regnum Britanniae

Vortigern (pronunciado en inglés ˈvɔrtɨɡɝːn; también deletreado Vortiger y Vortigen, y en galés Gwrtheyrn) fue un caudillo del siglo V en la Britania posromana, un gobernante entre los britanos. Su existencia es considerada probable, aunque la información sobre él está cubierta por la leyenda. Se dice que invitó a los anglosajones a instalarse en Gran Bretaña como mercenarios, solo para verlos sublevarse y establecer sus propios reinos. Esto le ganó una mala reputación; con el tiempo, fue recordado como uno de los peores reyes de los britanos en posteriores leyendas.

## Etimología
Su nombre es indiscutiblemente britónico: compuesto de Uor-, gwr-, grande, superior y tigern, traducido como príncipe; por tanto, su nombre significa «Gran Soberano». La palabra tigern no implica necesariamente un origen real, ni siquiera aristocrático, dado que el prefijo -tigern fue también empleado en Irlanda en nombres comunes; sin embargo, se lo encuentra en los nombres de dos reyes: Tigernach Tetbannach Mac Luchta y Tigernmas.
El origen presuntamente romano no tiene fundamento. En el siglo VIII, Beda lo menciona bajo el nombre de «Vurtigirnus». La latinización de su nombre cuatro siglos más tarde no es suficiente para concederle un origen romano, como podía serlo en Ambrosio Aureliano.
Según Godofredo de Monmouth en su Historia Regum Britanniae, se habría convertido en rey después de haber asesinado al hijo del rey Constantino (III, en realidad coemperador) y se habría aliado con los sajones, jutos y anglos de los caudillos Hengest y Horsa para combatir a los pictos provenientes del norte. Esta alianza con los germanos le confirió una reputación de traidor en el mundo celta. Posiblemente fue destituido por su pueblo en beneficio de su hijo Vortimer (en galés Gwerthefyr) y se refugió en Gales o, según la leyenda, se habría encontrado con Merlín. Luego, habría asesinado a su hijo para recuperar el trono.

## Vortigern en la literatura
William Henry Ireland, un falsificador conocido de manuscritos shakespeareanos, dijo haber encontrado una obra de teatro perdida de Shakespeare titulada Vortigern and Rowena, la cual fue presentada en Drury Lane el 2 de abril de 1796. Pronto quedó claro por su escritura burda que no era una obra del famoso dramaturgo y provocó risa tanto del reparto como de la audiencia en su primera presentación. Este incidente fue ficcionalizado en el año 2004 en The Lambs of London, una novela de Peter Ackroyd.